# 虫鲽
蟲鰈（学名：Eopsetta grigorjewi），又名格氏蟲鰈、皇帝魚、半邊魚、比目魚，为輻鰭魚綱鰈形目鰈亞目鰈科蟲鰈屬下的一个种，為亞熱帶海水魚，分布於西北太平洋區，包括日本、黃海、渤海、東海、台灣等海域，棲息深度60-1325公尺，體長可達60公分，棲息在砂泥底質底層水域，生活習性不明，可做為食用魚。

## 扩展阅读
- 維基物種上的相關：格氏蟲鰈

Category:所罗门·赫泽斯坦命名的生物分类